# Небилиця Максим Михайлович
Макси́м Миха́йлович Небили́ця — майор Національної гвардії України, учасник російсько-української війни, що відзначився у ході російського вторгнення в Україну. Герой України (2025).

## Життєпис
Народився в м. Олександрія Кіровоградської області. Закінчив НВК «Олександрійський колегіум — спеціалізована школа». В Олександрійському державному політехнічному коледжі здобув фах юриста. Згодом проходив строкову військову службу у Повітряних силах, військах протиповітряної оборони. Потім працював в органах внутрішніх справ. Здобув вищу юридичну освіту.
З 2016 року несе службу у складі окремого загону спеціального призначення «Омега» Національної гвардії України.
Під час російського вторгнення в Україну служить у складі 5-го загону «Омеги». Виконував бойові завдання на Вугледарському, Великоновосілковському напрямках, брав участь в обороні Авдіївки, в операціях поблизу Тернів, в Серебрянському лісі, обороні Покровська.

## Нагороди
- Звання Герой України з врученням ордена «Золота Зірка» (26 лютого 2025) — за особисту мужність і героїзм, виявлені у захисті державного суверенітету та територіальної цілісності України, самовіддане служіння Українському народові[3].